# ۱۳۸۱ (میلادی)
۱۳۸۱ (میلادی) هزار و سیصد و هشتاد و یکمین سال تقویم میلادی است.

## رویدادها
قیام کشاورزان جنوب انگلیس بر ضد حکومت وقت

## درگذشتگان
‎